# Tenma
Tenma (яп. てんま Тэмма) — второй японский космический спутник с рентгеновской обсерваторией на борту. Обсерватория разработана и сделана в Институте космических наук и астронавтики (яп. 宇宙科学研究所) (ISAS) проектной группой под руководством Минору Ода. До запуска обсерватории 20 февраля 1983 года рабочее название — Astro-B. Название спутника означает «пегас». Спутник обсерватории вращался вокруг оси, вдоль которой были направлены оптические оси основных инструментов. Основной задачей, стоящей перед обсерваторией было получение спектров источников в нашей Галактике и за её пределами с рекордным на то время спектральным разрешением в диапазоне энергий выше 2—30 кэВ, что стало возможным благодаря наличию на борту сцинтилляционных спектрометров, имеющих в два раза лучшее спектральное разрешение по сравнению с более типичными рентгеновскими детекторами того времени — пропорциональными счётчиками.
После отказа аккумуляторных батарей обсерватории в июле 1984 года эффективность наблюдений катастрофически упала — наблюдения стало возможным проводить лишь на светлой стороне Земли. Тем не менее наблюдения время от времени продолжались до 11 ноября 1985 года. Спутник вошёл в плотные слои атмосферы и разрушился 19 января 1989 года.

## Инструменты
Обсерватория несла 4 основных инструмента.

### GSPC
GSPC — сцинтилляционный газовых счётчик, состоял из десяти детекторов, которые были объединены в три отдельных эксперимента, два из которых имели полную эффективную площадь 320 см² каждый и имели коллиматоры размером 3,1×3,1 и 2,5×2,5 градуса (ширина на полувысоте), а третий имел площадь 80 см² и имел поле зрения 3,8 градуса. Детекторы состояли из керамических газовых камер, заполненных ксеноном (93 %) и гелием (7 %) по давлением 1,2 атм. Входная апертура детектора закрывалась выпуклой пластиной бериллия толщиной 100 микрон. Третья часть спектрометра (SPC-C) была снабжена вращающимся модуляционным коллиматором с ширинами пропускания 34 и 43 угловых минуты в направлениях, перпендикулярных друг к другу. Этот прибор имел возможность определять положения ярких источников с точностью в несколько угловых минут. Энергетическое разрешение инструмента составляло около 9,5 % на 6 кэВ, что в два раза лучше, чем у обычных пропорциональных счётчиков. Энергетическая шкала инструмента контролировалась при помощи радиоактивного изотопа кадмия (линия излучения на 22,1 кэВ). Фоновые события в инструменте отсеивались про помощи анализа времени роста сигнала в детектирующей цепи. Использованный алгоритм позволял отсеивать более 70 % фоновых события в диапазоне энергий 2—20 кэВ. События в детекторах отцифровывались в 256 каналов, расположенных квазилогарифмически.

### XRC
Система рентгеновского концентратора — XRC — состояла из двух сонаправленных компонент. Каждая половина представляла собой систему из одномерного рентгеновского зеркала (четыре пары пластин толстого стекла) и позиционно чувствительного пропорционального счётчика. Рабочий энергетический диапазон инструмента — 0,1—2 кэВ, с максимальной эффективной площадью 7 см² (с учётом эффективности детектора) на энергии 0,7 кэВ. Поле зрения инструмента 5×0,2 градуса было разделено на 7 частей. Газовый счётчик был заполнен чистым метаном под давлением 210 торр (при температуре 20 °C), входное окно прикрывалось полипропиленовой
плёнкой толщиной 0,8 мкм, с нанесением форвара и лексана толщиной 0,2 мкм для предотвращения утечки газа. Внутренняя часть плёнки была покрыта слоем алюминия толщиной 200 ангстрем для отсечения ультрафиолетовых фотонов и коллоидальным углеродом с плотностью 20 микрограмм на см² ходе наблюдений оказалось, что в одной половине инструмента XRC происходит быстрая утечка газа.

### TSM
Transient Source Monitor — монитор переменных источников — состоял из двух групп детекторов (общее поле зрения диаметром около 100 градусов). Одна группа формировала телескоп системы Хадамарда (HXT), вторая — сканирующий счётчик (ZYT). Телескоп системы Хадамарда состоял из позиционно чувствительного детектора и маски, расположенной в апертуре телескопа. По измерениям детектора можно было восстановить одномерную карту неба. Поскольку маски двух детекторов были расположены перпендикулярно друг к другу имелась возможность восстановить мгновенное положение яркого рентгеновского источника в поле зрения инструментов. В дополнение к этому используя информацию о вращении спутника имелась возможность получить двухмерную карту неба по данным каждого детектора. Система сканирующего телескопа ZYT состояла из двух газовых счётчиков эффективной площадью 63 см² каждый с полями зрения около 2х25 градусов, расположенных под углом 40 градусов друг к другу. Данные детекторов и информация об ориентации вращающегося путника позволяли восстановить изображение неба с угловым разрешением около 1—2 градусов.

### RBM/GBD
Два набора сцинтилляционных счётчиков RBM/GBD (рабочий диапазон энергий 10—100 кэВ) эффективной площадью 7 см² каждый служили в основном для мониторирования радиационной обстановки. Один счётчик был направлен вдоль оптической оси основных инструментов обсерватории, а второй сканировал небо на определённом угловом расстоянии от неё. Поле зрения сцинтилляторов — 1 стерадиан. Дополнительной задачей для инструментов RBM/GBD было обнаружение гамма-всплесков.

## Основные результаты
Среди основных результатов обсерватории можно назвать:
- Первое детальное исследования временной и спектральной переменности ряда галактических рентгеновских источников. Первые исследования поведения аккреционных дисков
- Обнаружение эмиссионных линий у рентгеновских источников в нашей Галактике и за её пределами
- Открытие эмиссионных линий у «хребта» Галактики, что впервые показало, что излучение «хребта» должно рождаться в горячей плазме